# Muralles de Cruïlles
Les muralles de Cruïlles és l'antic recinte murat de la vila de Cruïlles (Baix Empordà) declarada bé cultural d'interès nacional.

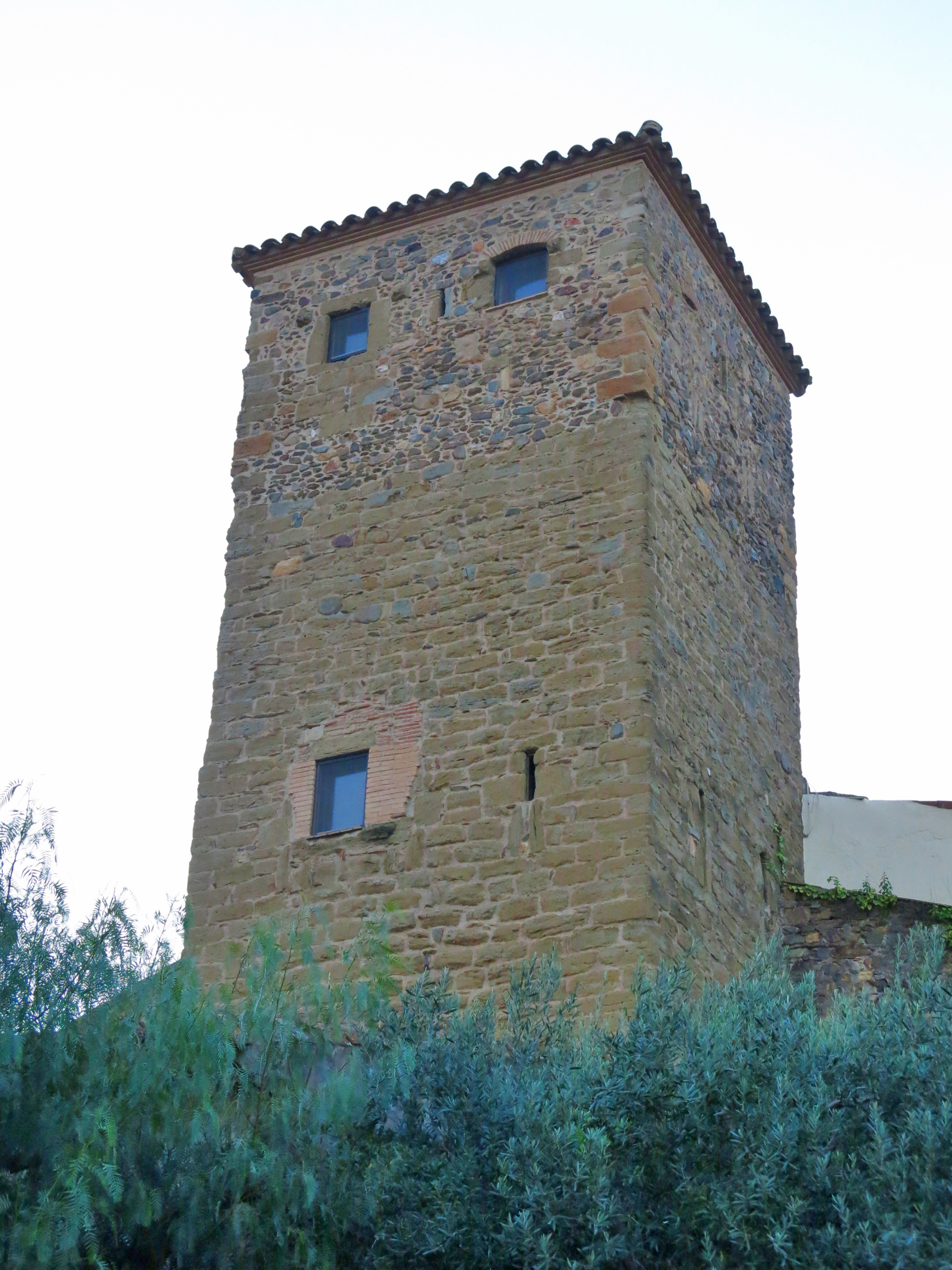
Torre de l'antiga muralla

Del recinte medieval se'n veuen restes molt malmeses que circueixen bona part del nucli antic del poble, amb la torre de l'homenatge del castell, l'església parroquial de Santa Eulàlia al centre, més alguns carrerons estrets i costeruts. Es pot seguir el traçat del recinte fortificat, que era de planta quadrangular. Els vestigis més notables es troben a llevant i a tramuntana. Al sud-est es dreça encara una torre quadrada, bastida amb carreus; s'hi veuen espitlleres i l'emmerletat que fou sobrepujat en convertir la torre en part de l'habitatge. Prop seu, al sud, un cap de carrer senyala l'espai d'un portal. A tot el sector de llevant hi ha fragments de llenç i també al nord on, a l'angle nord-oest, es mantenen en alçada considerable i probablement pertanyen a una gran torre angular. En aquests darrers trams (est i nord) l'aparell és de rebles i petites pedres desbastades que en diferents punts es disposen inclinades formant filades seguides. La cantonada esmentada és de carreus; hi ha petites sageteres. A la part restant dels trams de ponent i de migdia les restes de muralla, entre edificis tardans, hi són molt menys apreciables. Al peu dels murs de llevant hi ha una antiga conducció d'aigua subterrània, coberta amb llosses, que en part passa sota la muralla.

## Història
En un document de l'any 980 hi ha una notícia de lloc d'Alburne el qual s'anomena posteriorment en una relació d'albergs del comte de Rosselló del segle xiii. La seva església de Sant Cugat, amb elements arquitectònics alt-medievals, és documentada, però, a la segona meitat del xiii. A inicis del segle xiii la família Destorrent posseïa el castell d'Albons en feu dels senyors de Torroella de Montgrí. El 1272 el vescomte Dalmau de Rocabertí permutà els castells de Bellcaire i Albons amb altres possessions amb l'infant Pere. D'aquesta forma, passà a la corona, i el 1311, Jaume el Just el venia al comte Ponç V d'Empúries. El dit rei, que bastia el castell del Montgrí, prohibí al comte que continués les noves fortificacions d'Albons i Bellcaire; un dels motius de discòrdia d'ambdós personatges. El 1322, el mateix rei feia donació del domini d'Albons a Bernat d'Orriols, els successors dels quals continuaren posseint-lo durant segles, cognomenats Foixà des de finals del XIV i Vallgornera a partir del XVI.